# Rhododendron lukiangense
Rhododendron lukiangense är en ljungväxtart som beskrevs av Adrien René Franchet. Rhododendron lukiangense ingår i släktet rododendron, och familjen ljungväxter. Inga underarter finns listade i Catalogue of Life.